# Giovanni Terrani
Giovanni Terrani (Vigevano, 12 ottobre 1994) è un calciatore italiano, attaccante della Pro Patria.

## Caratteristiche tecniche
Gioca prevalentemente come ala sinistra, ma può agire anche sulla fascia opposta, può essere utilizzato anche da seconda punta o come punta centrale, dove predilige svariare su tutto il fronte d'attacco. Bravo tecnicamente, possiede una buona rapidità nello stretto, abbinata ad una buona capacità di corsa e un buon dribbling.

## Carriera

### Club
Cresciuto calcisticamente nelle giovanili dell'Inter; Nella stagione 2011-2012 conquista a marzo la prima edizione del NextGen Series e il Campionato Primavera 2011-2012 con la formazione nerazzurra. Nell'estate 2013 passa in comproprietà al Monza militando in Seconda Divisione. Nell'agosto 2014 viene girato in prestito alla Pro Patria, società di Lega Pro. Nel luglio 2015 viene ceduto alla Lucchese, società di Lega Pro. Con il club toscano tra campionato e coppa colleziona in un anno e mezzo 54 presenze segnando 13 reti.
Il 12 gennaio 2017 viene acquistato a titolo definitivo dal Perugia, dove firma un contratto triennale valido fino al giugno 2020. Il 4 marzo successivo, segna la sua prima rete in Serie B con la maglia del grifone, nella vittoria esterna per 5-0 contro l'Avellino. Resta in forza ai Grifoni fino al gennaio 2019, quando si svincola dopo essere stato scarsamente utilizzato nella prima parte della stagione.
Il successivo 14 gennaio si trasferisce al Piacenza, nel campionato di Serie C, dove mette a segno 4 reti in 18 presenze di campionato.
Il 14 luglio 2019 viene ufficializzato il suo acquisto dal Bari, neopromosso in Serie C.
Il 18 settembre 2020 passa in prestito al Como.
Il 31 agosto 2021 passa al Padova in uno scambio con Daniele Paponi. Al termine della stagione 2021-2022, Terrani rifiuta il trasferimento a un'altra squadra e viene messo fuori rosa dal club biancoscudato.

### Nazionale
Vanta quattro presenze, nella nazionale Under-18 italiana disputate tra il novembre 2011 e l'aprile 2012.

## Statistiche

### Presenze e reti nei club
Statistiche aggiornate al 17 maggio 2025.
| Stagione          | Squadra           | Campionato        | Campionato | Campionato | Coppe nazionali | Coppe nazionali | Coppe nazionali | Coppe continentali | Coppe continentali | Coppe continentali | Altre coppe | Altre coppe | Altre coppe | Totale | Totale | Totale |
| Stagione          | Squadra           | Comp              | Pres       | Reti       | Comp            | Pres            | Reti            | Comp               | Pres               | Reti               | Comp        | Pres        | Reti        | Pres   | Reti   |        |
| ----------------- | ----------------- | ----------------- | ---------- | ---------- | --------------- | --------------- | --------------- | ------------------ | ------------------ | ------------------ | ----------- | ----------- | ----------- | ------ | ------ | ------ |
| 2012-2013         | Inter             | A                 | 0          | 0          | CI              | 0               | 0               | UEL                | 0                  | 0                  | -           | -           | -           | 0      | 0      |        |
| 2013-2014         | Monza             | SD                | 15         | 1          | CI+CI-LP        | 1+2             | 0               | -                  | -                  | -                  | -           | -           | -           | 18     | 1      |        |
| 2014-2015         | Pro Patria        | LP                | 28+2       | 3+0        | CI-LP           | 2               | 2               | -                  | -                  | -                  | -           | -           | -           | 32     | 5      |        |
| 2015-2016         | Lucchese          | LP                | 32         | 8          | CI+CI-LP        | 1+0             | 0               | -                  | -                  | -                  | -           | -           | -           | 33     | 8      |        |
| 2016-gen. 2017    | Lucchese          | LP                | 20         | 4          | CI-LP           | 1               | 1               | -                  | -                  | -                  | -           | -           | -           | 21     | 5      |        |
| Totale Lucchese   | Totale Lucchese   | Totale Lucchese   | 52         | 12         |                 | 2               | 1               |                    | -                  | -                  |             | -           | -           | 54     | 13     |        |
| gen.-giu. 2017    | Perugia           | B                 | 17+2       | 2+0        | CI              | 0               | 0               | -                  | -                  | -                  | -           | -           | -           | 19     | 2      |        |
| 2017-2018         | Perugia           | B                 | 28+1       | 0          | CI              | 2               | 0               | -                  | -                  | -                  | -           | -           | -           | 31     | 0      |        |
| 2018-gen. 2019    | Perugia           | B                 | 1          | 0          | CI              | 1               | 0               | -                  | -                  | -                  | -           | -           | -           | 2      | 0      |        |
| Totale Perugia    | Totale Perugia    | Totale Perugia    | 46+3       | 2          |                 | 3               | 0               |                    | -                  | -                  |             | -           | -           | 52     | 2      |        |
| gen.-giu. 2019    | Piacenza          | C                 | 18+4       | 4          | CI+CI-C         | 0               | 0               | -                  | -                  | -                  | -           | -           | -           | 22     | 4      |        |
| 2019-2020         | Bari              | C                 | 25+2       | 2          | CI-C            | 2               | 0               | -                  | -                  | -                  | -           | -           | -           | 29     | 2      |        |
| 2020-2021         | Como              | C                 | 32         | 3          | -               | -               | -               | -                  | -                  | -                  | SC-C        | 2           | 0           | 34     | 3      |        |
| 2021-2022         | Padova            | C                 | 21+3       | 2          | CI-C            | 5               | 0               | -                  | -                  | -                  | -           | -           | -           | 29     | 2      |        |
| 2022-2023         | Padova            | C                 | 0          | 0          | CI-C            | 3               | 0               | -                  | -                  | -                  | -           | -           | -           | 3      | 0      |        |
| Totale Padova     | Totale Padova     | Totale Padova     | 21+3       | 2          |                 | 8               | 0               |                    | -                  | -                  |             | -           | -           | 32     | 2      |        |
| gen.-giu. 2023    | Trento            | C                 | 5          | 0          | CI-C            | -               | -               | -                  | -                  | -                  | -           | -           | -           | 5      | 0      |        |
| 2023-2024         | Trento            | C                 | 27+1       | 1          | CI-C            | 1               | 0               | -                  | -                  | -                  | -           | -           | -           | 29     | 1      |        |
| Totale Trento     | Totale Trento     | Totale Trento     | 32+1       | 1          |                 | 1               | 0               |                    | -                  | -                  |             | -           | -           | 34     | 1      |        |
| 2024-2025         | Pro Patria        | C                 | 32+2       | 1          | CI-C            | 2               | 0               | -                  | -                  | -                  | -           | -           | -           | 36     | 1      |        |
| Totale Pro Patria | Totale Pro Patria | Totale Pro Patria | 60+4       | 4          |                 | 4               | 2               |                    | -                  | -                  |             | -           | -           | 68     | 6      |        |
| Totale carriera   | Totale carriera   | Totale carriera   | 316        | 31         |                 | 23              | 3               |                    | 0                  | 0                  |             | 2           | 0           | 349    | 34     |        |

## Palmarès

### Club

#### Competizioni nazionali
- Serie C: 1

Como: 2020-2021 (girone A)
- Coppa Italia Serie C: 1

Padova: 2021-2022

#### Competizioni giovanili
- Torneo Città di Arco: 1

Inter: 2011
- Campionato Primavera: 1

Inter: 2011-2012
- NextGen Series: 1

Inter: 2011-2012